# 浅頸リンパ中心
浅頸リンパ中心(せんけいリンパちゅうしん、英: superficial cervical lymph center)とは肩関節の頭側において上腕頭筋や肩甲横突筋に覆われて存在するリンパ中心。浅頸リンパ中心は背側浅頸リンパ節、中浅頸リンパ節、腹側浅頸リンパ節から構成される。